# Roger Donaldson
Roger Donaldson (ur. 15 listopada 1945 w Ballarat) – australijski reżyser i producent filmowy mieszkający na stałe w Nowej Zelandii.

## Życiorys
Urodzony w Australii Donaldson wyemigrował w 1965 do Nowej Zelandii; gdzie pracował początkowo jako geolog i fotograf. Później związał się z przemysłem filmowym pracując przy realizacji reklam telewizyjnych oraz filmów dokumentalnych. Jako reżyser zadebiutował w 1977 filmem Śpiące psy z udziałem takich gwiazd jak Sam Neill i Warren Oates. Film był pierwszym zrealizowanym w Nowej Zelandii, który trafił do kin w USA. Prawdziwy rozgłos przyniósł mu jednak dopiero zrealizowany w 1984 Bunt na Bounty, będący remake'em filmów Franka Lloyda z 1935 i Lewisa Milestone'a z 1962. Donaldson doczekał się nawet za niego nominacji do Złotej Palmy na Festiwalu Filmowym w Cannes. Od tego czasu wyreżyserował kilkanaście filmów z udziałem największych gwiazd amerykańskiego kina.
Jego syn Chris (ur. 1975) reprezentował Nową Zelandię w biegu na 100 m na Olimpiadach w 1996 i 2000.

## Wybrana filmografia
- Śpiące psy (1977)
- Bunt na Bounty (1984)
- Historia Marie Ragghianti (1985)
- Bez wyjścia (1987)
- Koktajl (1988)
- Sprzedawca cadillaków (1990)
- Białe piaski (1992)
- Ucieczka gangstera (1994)
- Gatunek (1995)
- Góra Dantego (1997)
- Trzynaście dni (2000)
- Rekrut (2003)
- Prawdziwa historia (2005)
- Angielska robota (2008)
- Bóg zemsty (2011)
- Listopadowy człowiek (2014)